# Municipio de Excelsior (Míchigan)
El municipio de Excelsior (en inglés: Excelsior Township) es un municipio ubicado en el condado de Kalkaska en el estado estadounidense de Míchigan. En el año 2010 tenía una población de 953 habitantes y una densidad poblacional de 10,16 personas por km².

## Geografía
El municipio de Excelsior se encuentra ubicado en las coordenadas 44°43′12″N 85°2′11″O / 44.72000, -85.03639. Según la Oficina del Censo de los Estados Unidos, el municipio tiene una superficie total de 93.82 km², de la cual 91,49 km² corresponden a tierra firme, mientras que 2.33 km² (2.48 %) corresponden a aguas.

## Demografía
Según el censo de 2010, había 953 personas residiendo en el municipio de Excelsior. La densidad de población era de 10,16 hab./km². De los 953 habitantes, el municipio de Excelsior estaba compuesto por el 97,69 % blancos, el 0,63 % eran afroamericanos, el 0,84 % eran amerindios, el 0,1 % eran asiáticos y el 0,73 % eran de una mezcla de razas. Del total de la población el 0,52 % eran hispanos o latinos de cualquier raza.